# Xoridesopus flavispeculum
Xoridesopus flavispeculum är en stekelart som beskrevs av Gupta 1983. Xoridesopus flavispeculum ingår i släktet Xoridesopus och familjen brokparasitsteklar. Inga underarter finns listade i Catalogue of Life.